# San Clemente (Chile)
San Clemente es una  comuna chilena. Es la más grande en superficie de la región del Maule, ubicada en el sector oriente - alto de la provincia de Talca, en la zona central de Chile.
La comuna de San Clemente limita con las siguientes comunas: al norte con Molina (Provincia de Curicó), Río Claro y Pelarco, al oeste con Talca y Maule, al sur con Yerbas Buenas y Colbún y al este con Argentina.
Integra junto con las comunas de Constitución, Curicó, Curepto, Empedrado, Hualañé, Licantén, Maule, Molina, Pencahue, Pelarco, Rauco, Río Claro, Romeral, Sagrada Familia, San Rafael, Talca, Teno y Vichuquén el Distrito Electoral N° 17 (diputados), y pertenece a la 9.ª Circunscripción Senatorial de la Región del Maule.

## Historia

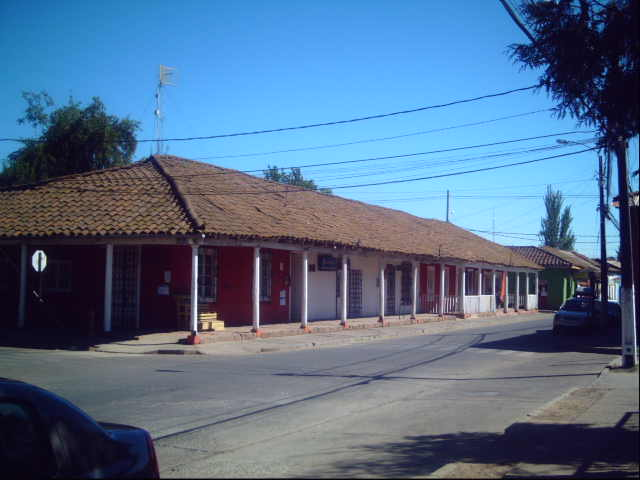
Casa en el centro de San Clemente.

La ciudad de San Clemente surge a partir de la población que se concentra en el sector Los Litres, subdelegación que entonces pertenecía a Talca. En la parroquia del lugar, dedicada al santo del nombre de la localidad, empieza a conformarse una comunidad a mediados del siglo XIX. En 1864 se instaló el cementerio local y al año siguiente la primera escuela. El Anuario Estadístico de 1874 le señala a este poblado una población de 824 habitantes.
En 1891, gracias a la Ley de Comuna Autónoma y el Decreto de Creación de Municipalidades, se crea la comuna de San Clemente, con las subdelegaciones 10° Perquin, 11° Los Litres y 12° Lircay del departamento de Talca. La Municipalidad se instalaría en 1894. Por la misma época se empieza a construir el ferrocarril de trocha corta entre Talca y el sector alto de la comuna, que debía llegar hasta El Colorado, pero solo se construyó hasta Perquin.
La villa de San Clemente recibió el título de ciudad mediante la ley 16.403 de 1966.

## Medio ambiente

### Geomorfología y componentes abióticos

Trazado simplificado de los ecosistemas y cuerpos de agua presentes en la comuna de San Clemente.

La comuna de San Clemente se encuentra emplazada en las unidades geomorfológicas de Cordillera andina de retención crionival, Llano central fluvio-glacio-volcanico y Precordillera; y presenta según la clasificación climática de Köppen clima de tundra (ET), clima de tundra de lluvia invernal (ET (s)), clima mediterráneo de lluvia invernal (Csb), clima mediterráneo de lluvia invernal de altura (Csb (h)) y clima mediterráneo frío de lluvia invernal (Csc). Esta además se halla entre las cuencas hidrográficas de río Mataquito y río Maule. Además, la comuna posee diversos cuerpos de agua, entre los que se destacan la lago de la Mollera, laguna Cari Launa, laguna Colorada, laguna de La Invernada, laguna del Caracol, laguna del Maule, laguna El Tomate, laguna La Cabecera del Grande, laguna La Turbia, laguna Nieblas o del Piojo y laguna Sin Puerto; y río Barroso, río Blanco, río Blanquillo, río Cajón Grande, río Cipreses, río Claro, río Colorado, río de La Plata, río del Campanario, río La Invernada, río Lircay, río Maule, río Melado, río Puelche, río Radal y río Seco.

### Componentes bióticos
Dentro del territorio de la comuna se pueden hallar los siguientes ecosistemas:
- Bosque caducifolio mediterráneo andino donde predominan Nothofagus glauca y Nothofagus obliqua (Vulnerable)
- Bosque caducifolio mediterráneo interior donde predominan Nothofagus obliqua y Cryptocarya alba (En peligro crítico)
- Bosque caducifolio mediterráneo-templado andino donde predominan Austrocedrus chilensis y Nothofagus obliqua (Vulnerable)
- Bosque esclerófilo mediterráneo andino donde predominan Lithrea caustica y Lomatia hirsuta (Vulnerable)
- Bosque esclerófilo mediterráneo interior donde predominan Lithrea caustica y Peumus boldus (En peligro)
- Bosque espinoso mediterráneo interior donde predominan Acacia caven y Lithrea caustica (En peligro)
- Herbazal mediterráneo andino donde predominan Oxalis adenophylla y Pozoa coriacea (Vulnerable)
- Matorral bajo mediterráneo andino donde predominan Chuquiraga oppositifolia y Discaria articulata (Vulnerable)
- Matorral bajo mediterráneo andino donde predominan Laretia acaulis y Berberis empetrifolia (Preocupación menor)
- Zonas geográficas hinóspitas sin vegetación (Sin información)

### Medidas de protección ambiental y conflictos socioambientales
Hasta 2022, la comuna de San Clemente cuenta con las siguientes zonas que poseen algún nivel de protección ambiental:
- Bosques del Colorado y Bramadero (Sitios ERB)[11]
- laguna del Maule (Bien Nacional Protegido)[12]
- laguna del Maule - Cajón Troncoso Campanario (Sitios ERB)[13]
- laguna La Invernada (Sitios ERB)[14]
- Nacimiento Río Barroso (Sitios ERB)[15]
- Parque Nacional Radal Siete Tazas (Parque Nacional)
- Picazo - El Piojo (Sitios ERB)[16]
- Potrero Lo Aguirre (Bien Nacional Protegido)[17]
- Reserva Nacional Altos de Lircay (Reserva Nacional)[18]
- Santuario de la Naturaleza El Morrillo (Iniciativa de Conservación Privada)[19]
- Santuario de la Naturaleza Predio El Morrillo (Santuario de la Naturaleza)[20]
- Unión RN Alotos Lircay-Radal- Laguna Mondaca (Sitios ERB)[21]

## Demografía
La comuna de San Clemente abarca una superficie de 4.503,5 km² y una población de 43.269 habitantes (Censo INE Año 2017), correspondientes a un 3,73 % de la población total de la región, y una densidad de 8,27 hab/km². Del total de la población, 18.273 son mujeres (49,04 %) y 18.988 son hombres (50,95 %). Un 64,04 % (21.592 hab.) corresponde a población rural, y un 35,95 % (21.677 hab.) corresponde a población urbana.

## Administración

### Municipalidad

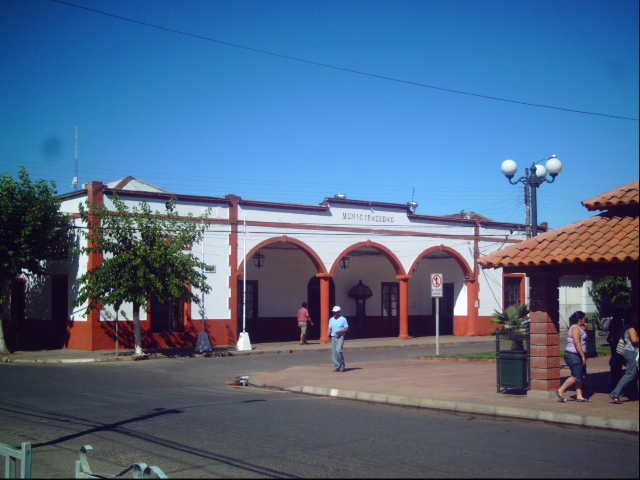
Antiguo edificio de la Municipalidad de San Clemente, reemplazado tras el terremoto de 2010.

La Municipalidad de San Clemente para el periodo 2021-2024 es dirigida por la alcaldesa María Inés Sepúlveda Fuentes (Independiente - Candidatura Independiente) y el concejo municipal conformado por los concejales:
- Luis Humberto Farías Salazar (Partido Comunista de Chile)
- Óscar Ramón Gálvez Rebolledo (Renovación Nacional)
- Javier Álvarez-Salamanca Ramírez (Unión Demócrata Independiente)
- Juan Carlos Franz Gómez (Partido Radical de Chile)
- Ignacio Andrés Neira Contreras (Partido Socialista de Chile)
- Mónica Del Carmen Rojas Gallardo (Partido Demócrata Cristiano)

### Representación parlamentaria
San Clemente forma parte de la Circunscripción Senatorial IX y del Distrito Electoral 17. Es representada en la Cámara de Diputados del Congreso Nacional por los siguientes diputados:
- Jorge Guzmán Zepeda (Evolución Política)
- Felipe Donoso Castro (Unión Demócrata Independiente)
- Hugo Rey Martínez (Renovación Nacional)
- Alexis Sepúlveda Soto (Partido Radical de Chile)
- Benjamín Moreno Bascur (Partido Republicano de Chile)
- Mercedes Bulnes Núñez (IND - RD)
- Francisco Pulgar Castillo (IND - Centro Unido)

En el Senado, la representan:
- Paulina Vodanovic Rojas (PS)
- Juan Antonio Coloma Correa (UDI)
- Juan Castro Prieto (IND - RN)
- Ximena Rincón González (PDC)
- Rodrigo Galilea Vial (RN)

## Economía
En 2018, la cantidad de empresas registradas en San Clemente fue de 534. El Índice de Complejidad Económica (ECI) en el mismo año fue de -0,05, mientras que las actividades económicas con mayor índice de Ventaja Comparativa Revelada (RCA) fueron Cría de Equinos Caballares y Mulares (147,9), Cría de Aves de Corral para Producción de Huevos (115,37) y Servicio de Recolección, Empacado, Trilla, Descascaramiento y Desgrane (89,43).

## Cultura
San Clemente celebra diversas actividades y festividades que destacan por su conexión con las tradiciones locales y el intercambio cultural. Entre los eventos más importantes se encuentra la Semana Vilchana, que se realiza en el sector de Vilches durante la quincena de febrero, un evento que atrae tanto a los residentes como a visitantes que disfrutan de la comunidad veraniega de Alto Vilches. En el sector de Armerillo, también en febrero, se celebra el «Carnaval del Agua», mientras que en Bramadero, el «Carnaval de la Manzana» es un tributo a la producción agrícola local.
El Encuentro Chileno-Argentino en el Paso Pehuenche fortalece los lazos entre ambos países, mientras que la Feria Costumbrista y la Expo Pehuenche, realizadas en la plaza de San Clemente en febrero, ofrecen una muestra de las tradiciones locales, productos artesanales y gastronomía. Además, el 18 de septiembre, durante las fiestas patrias, la comuna celebra con ramadas y un desfile, el cual también se repite el 12 de octubre, con la participación de diversas sociedades locales en la plaza principal.

## Lugares de interés

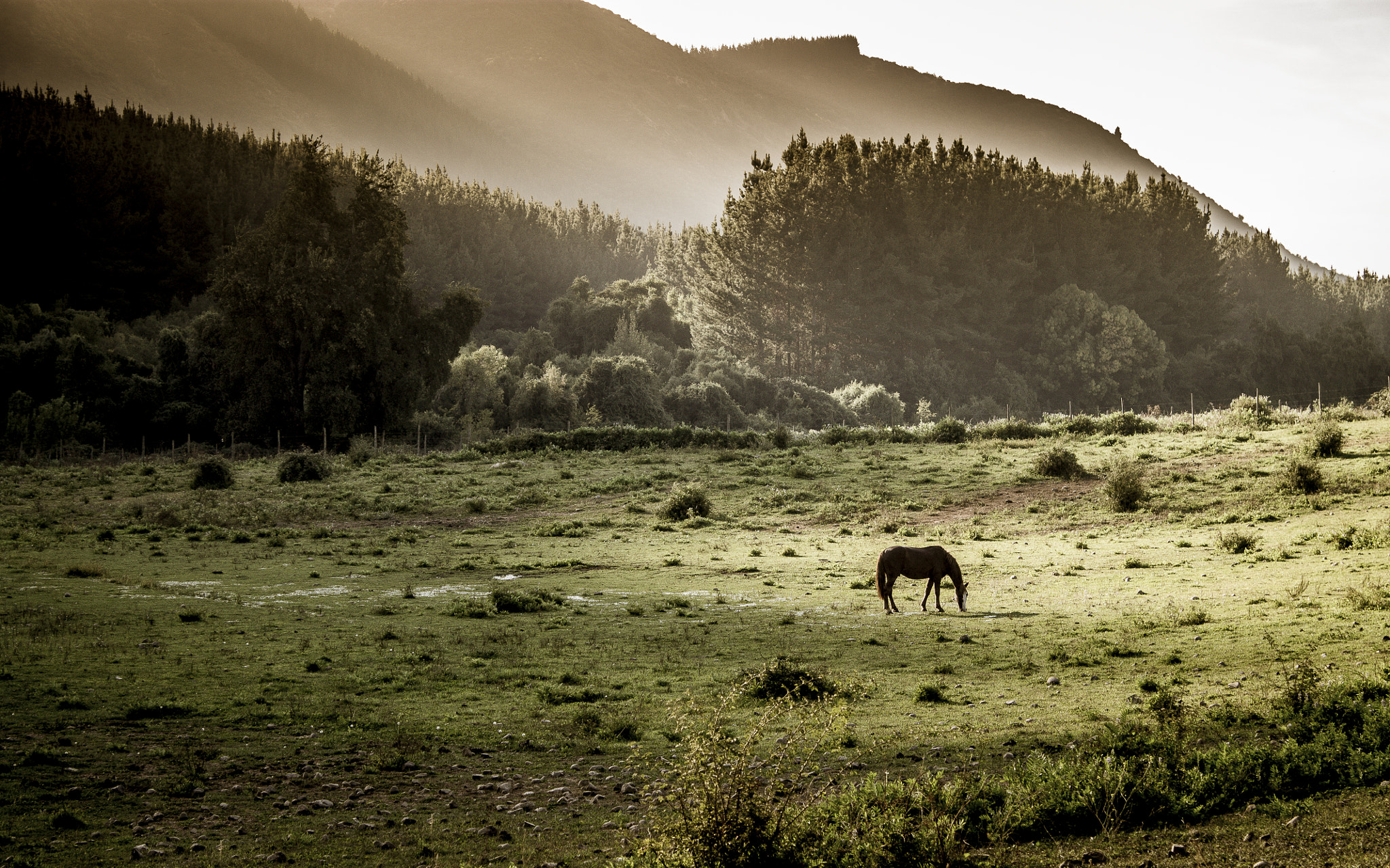
Áreas de campiña en la zona precordillerana.

San Clemente es un destino turístico destacado, especialmente por su entorno natural. Entre los lugares más emblemáticos dentro del Parque Natural Tricahue se encuentran los Monjes Blancos, un hito montañoso en el Paso Pehuenche que atrae a quienes disfrutan de la majestuosidad de la cordillera. En la precordillera, las áreas de campiña ofrecen paisajes ideales para el descanso y la desconexión.
El Valle de Los Cóndores, ubicado en el Alto Maule, es conocido por la Cascada Invertida, un lugar de excursión popular durante el verano, mientras que el sector de Armerillo es un pintoresco pueblo de montaña, ideal para el turismo rural. Los visitantes también pueden disfrutar de actividades de camping en las zonas cordilleranas, aprovechando la belleza y tranquilidad que ofrece el entorno natural de San Clemente.

## Deportes

### Fútbol
La comuna de San Clemente ha tenido a dos clubes participando en los Campeonatos Nacionales de Fútbol en Chile.
- Deportes Pehuenche (Tercera División 2005).
- San Clemente (Tercera División 2000).

Asimismo, el club Talca National jugó de local en San Clemente durante la temporada 1981 de Tercera División.

## Medios de comunicación

### Radioemisoras
FM
- 95.9 MHz - Radio frecuencia uno
- 100.1 MHz - Radioactiva
- 106.3 MHz - Romántica FM